# Hubertus Brandes

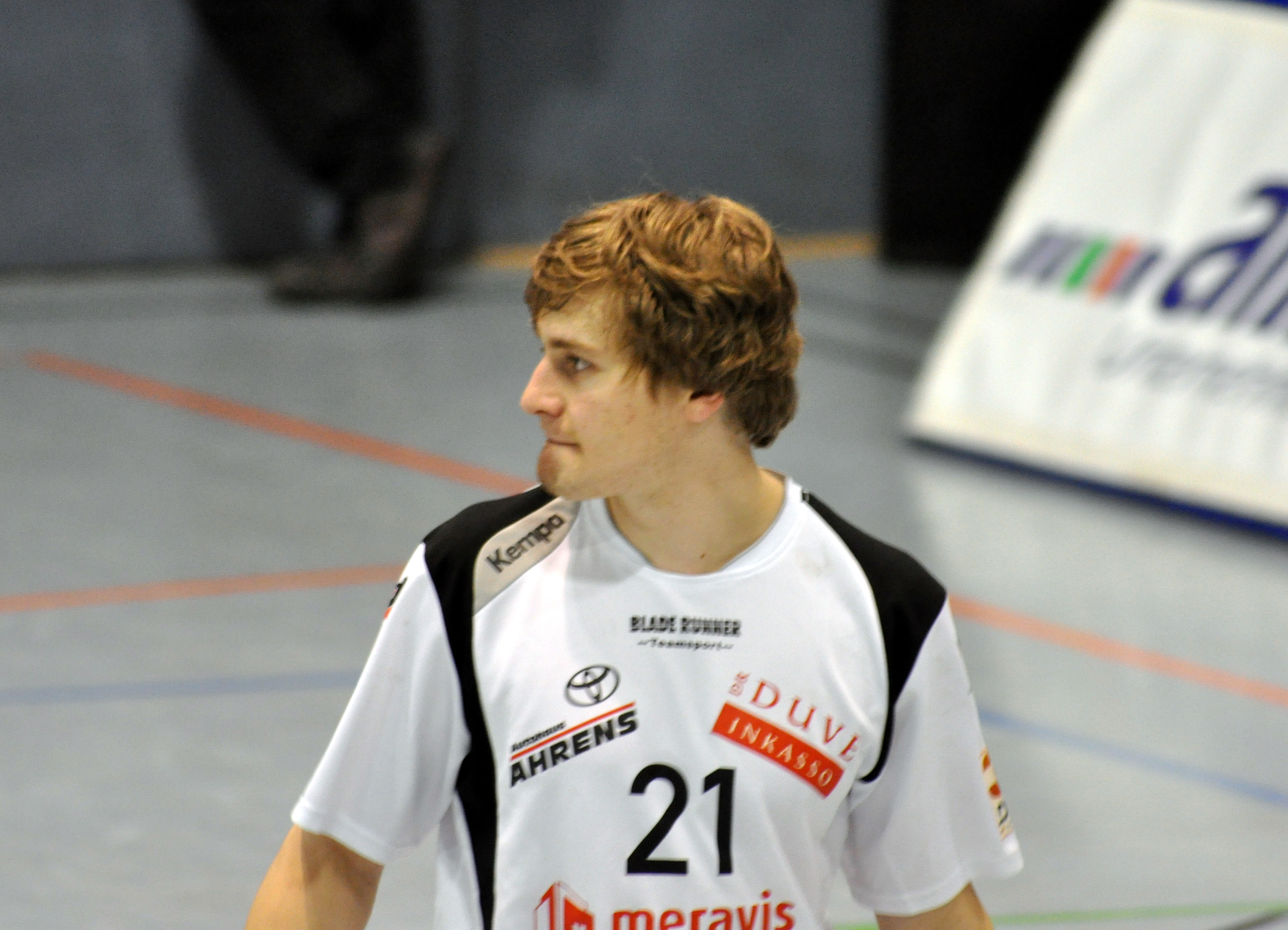
Hubertus Brandes im Trikot seines Heimatvereines HSV Hannover

Hubertus Brandes (* 26. September 1989 in Hannover-Anderten) ist ein deutscher Handballspieler.
Brandes ist vor allem auf der Rückraum-Mitte sowie der Rückraum-Linken Position zu finden. Bereits als Kind durchlief Brandes die verschiedenen Jugendleistungs-Mannschaften des TSV Hannover-Anderten, welcher ihn letztlich unter dem späteren Bundestrainer Christian Prokop auch Spielpraxis in der 2. Handball-Bundesliga verschaffte. Aufgrund seines Studiums verließ Brandes seinen Heimatverein und wechselte zum Oberligisten SG Rosdorf-Grone, von wo er zur Saison 2017/18 wieder zurück zum HSV Hannover wechselte.
Nach der Saison 2018/19 zog sich Brandes aus der 3. Liga des deutschen Handballbundes zurück und läuft seitdem für die zweite Mannschaft des TSV Anderten auf.